# ジュール・グレヴィ

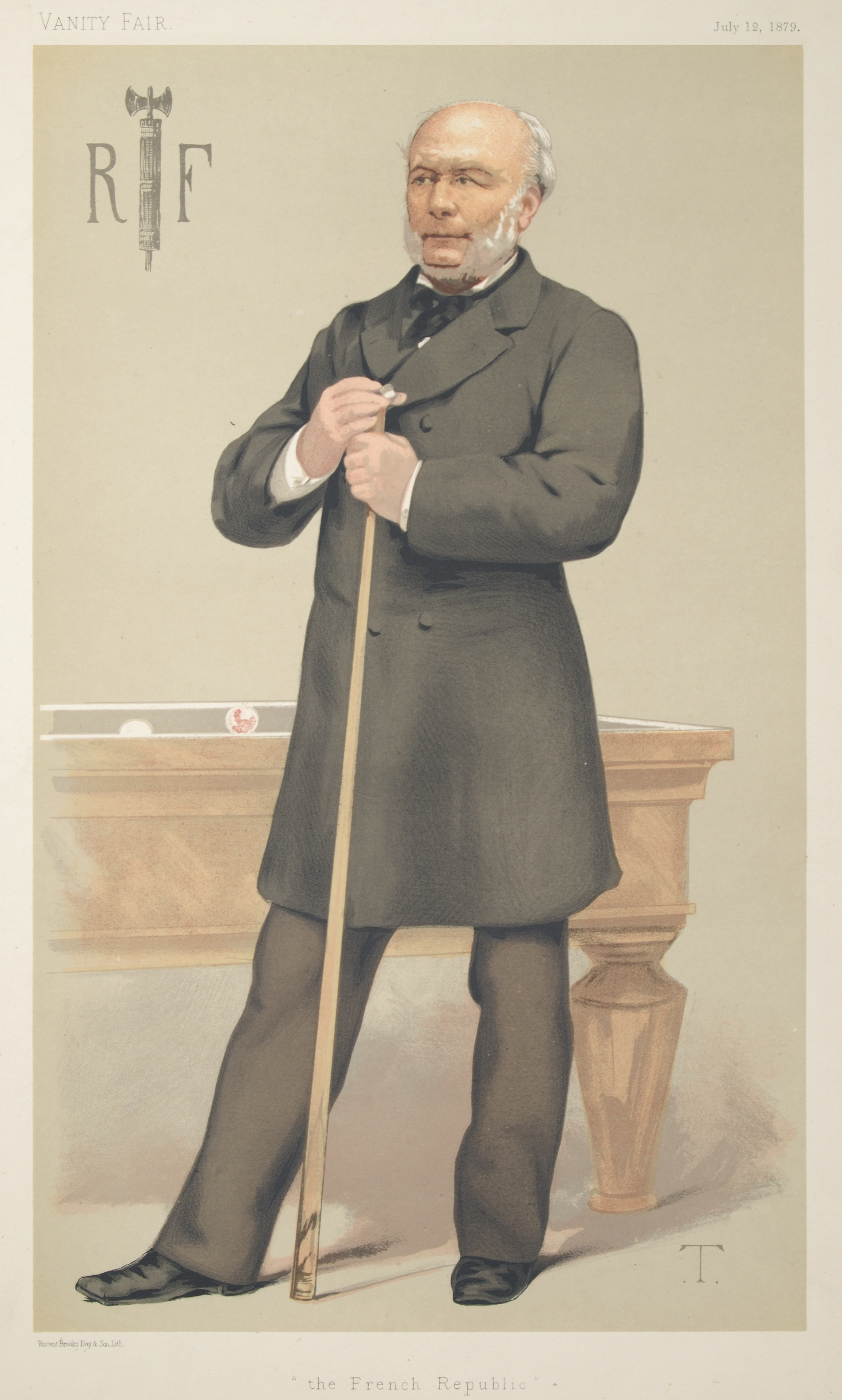
バニティ・フェアに掲載された1879年の肖像

フランソワ・ポール・ジュール・グレヴィ（François Paul Jules Grévy, 1807年8月15日 - 1891年9月9日）はフランスの弁護士、政治家。第4代大統領（第三共和政）。

## 経歴
フランス東部のジュラ県出身。パリで法律を学び、7月王政下では共和派の弁護士として活躍。弁護士時代には共和主義者の政治犯の擁護者として名を上げる。
1848年の二月革命以後、ジュラ県への共和政府派遣委員、同県選出の憲法制定議会の議員となる。憲法制定議会の副議長となるが、1851年、以後の第二帝政へと続くルイ＝ナポレオンのクーデターに反対し、失脚。パリのマザス監獄に収容された。以後、十数年間政界を離れ、この間にパリ弁護士会会長を務める。
第二帝政末期の1868年、再びジュラ県から議員として選出され、政界復帰。レオン・ガンベタ、アドルフ・ティエールと並ぶ共和派の重鎮として活躍。国民議会議長(1871-73)、代議員（下院）議長(1876-79)を歴任。1879年1月、上院の改選により共和派が圧勝すると、王党派のパトリス・ド・マクマオン大統領が退陣。これを受け、共和派のグレヴィがフランス共和国第4代大統領に就任する。それまで王党派の大統領と共和派が多数を占める議会が対峙する時期が続いていたが、このグレヴィの大統領就任とウィリアム・アンリ・ワディントン内閣の発足により、ようやく議会が大統領に優越する第三共和政の統治システムが定着をみた。
大統領就任中は、同じく共和制穏健派（オポチュニスト）のジュール・フェリーらを中心に、経済危機や右派の興隆をしのぎながら諸政策を推進。外交面では普仏戦争以来のドイツ帝国との摩擦を避け、平和安定に尽力した。フェリー内閣の下では植民地拡大政策が実行され、オットー・フォン・ビスマルクのフランス封じ込め政策に逆らわず、アフリカや東南アジアに植民地（フランス植民地帝国）を求めることでフランスの威信を高めることとした。内政面では共和主義的自由を推進し、ラ・マルセイエーズを国歌に定め、バスティーユ襲撃の7月14日を国民祝祭日（パリ祭）として制定。1880年の同日に、パリ・コミューンで処罰された人々に大赦を与えた。また反教権主義政策に基づく教育改革を進め、初等教育の無償・義務・世俗化原則の導入や女子中等教育の世俗化（カミーユ・セー法）、セーヴル女子高等師範学校の開設など、カトリックの青少年への影響力を低下させる施策がグレヴィ政権下で実現した。
1885年に大統領に再選されるが、2年後の1887年、折からのブーランジェ運動の中で、女婿ダニエル・ヴィルソンの勲章収賄事件が発覚。ヴィルソンが大統領自身から勲章と栄誉を受けようと取引したことが明らかになり、これをジョルジュ・クレマンソーらに追及されたことで、モーリス・ルーヴィエ内閣の総辞職とともに、大統領の辞任を余儀なくされた。
在任中は共和制の確立を目指して着実な業績を残し、第三共和政下で初めて7年間の任期を全うした大統領である。その政権運営の手腕は後年まで大統領職のひとつの規範となった。